# 1731 у літературі

## Книги
- «Манон Леско» — роман абата Прево.

## Народились
- 26 листопада — Вільям Купер, англійський поет.
- 12 грудня — Еразм Дарвін, англійський натураліст, поет.

## Померли
- 24 квітня — Данієль Дефо, англійський письменник.
- 11 травня — Мері Естел, англійська письменниця-феміністка.